# Paralia Vourlia
Vourlia (griechisch Παραλία Βούρλια Paralia Vourlia) ist ein Strand im Südosten der griechischen Insel Kreta. Er ist einer der Strände von Ambelos (Παραλίες της Αμπέλου) an der Küste des Levantinischen Meeres und gehört zur Siedlung Xerokambos (Ξερόκαμπος) der Gemeinde Sitia (Σητεία).

## Lage und Beschreibung
Vourlia liegt etwa 700 Meter nördlich der kleinen Halbinsel Trachilos (Ακρωτήριο Τράχηλος). Die Gebäude der Streusiedlung Xerokambos erstrecken sich etwa 500 Meter landeinwärts im Norden und Westen des Strandes. Er wird an beiden Seiten von niedrigen Felsen begrenzt, die bis ins Wasser reichen. Nördlich der Felsen schließt sich der Zentralstrand (Κεντρική Παραλία) von Xerokambos an, im Süden der Strand Chiona (Παραλία Χιώνα), auch Ambelos (Παραλία Άμπελος) genannt. Etwa 80 Meter westlich von Vourlia befindet sich auf dem Hügel Farmakokefalo (Φαρμακοκέφαλο) die Ausgrabungsstätte der hellenistischen Siedlung von Xerokambos, die teilweise mit dem antiken Ampelos identifiziert wird.

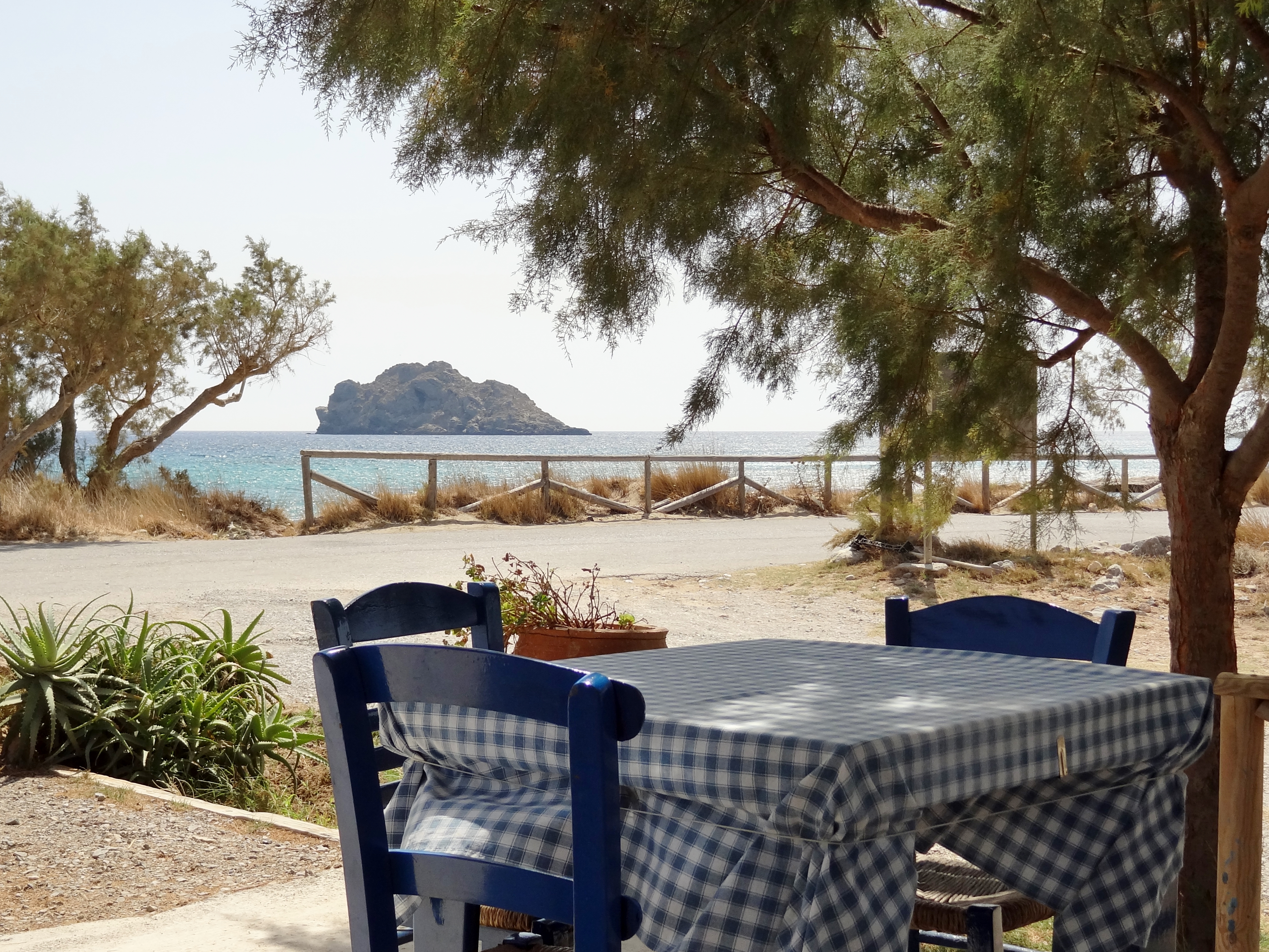
Taverne hinter dem Strand

Am Strand von Vourlia führt eine asphaltierte Straße entlang, die mehrere Strände an der Küste erschließt. Hinter der Straße befindet sich ein Olivenhain, wie er typisch für die Ebene von Xerokambos ist. Nördlich des Strandes stehen mehrere Tavernen und Unterkünfte. Im Südwesten ist ein unbefestigter Parkplatz angelegt, der auch von den Besuchern der südlich von Vourlia gelegenen Strände und der Ausgrabungsstätte genutzt wird.
Der Strand Vourlia hat eine Länge von etwa 100 Meter, seine maximale Breite beträgt 20 Meter. Der flach ins Meer führende Sandstrand ist von einigen größeren Steinen durchsetzt. Hinter dem Strand stehen einzelne Tamariskenbäume an der Straße und als Begrenzung zum Parkplatz. Auf der südlichen Strandfläche werden in der Saison zehn Sonnenschirme mit darunter aufgestellten Liegen vermietet. Vourlia wurde 1996 als Badegewässer ausgewiesen. Seit 2010 wird die Wasserqualität regelmäßig nach der EG-Badegewässerrichtlinie überprüft und seit 2012 immer mit ausgezeichnet bewertet.,

## Zugang
Xerokambos ist über Landstraßen von Ziros (Ζίρος) im Westen oder Zakros (Ζάκρος) im Norden zu erreichen. Die Erschließungsstraße der Strände, zu denen Vourlia gehört, geht westlich bzw. nördlich von der Hauptstraße Xerokambos ab. Auf dem unbefestigten Parkplatz vor dem Strand ist kostenloses Parken möglich.